# Material rodante

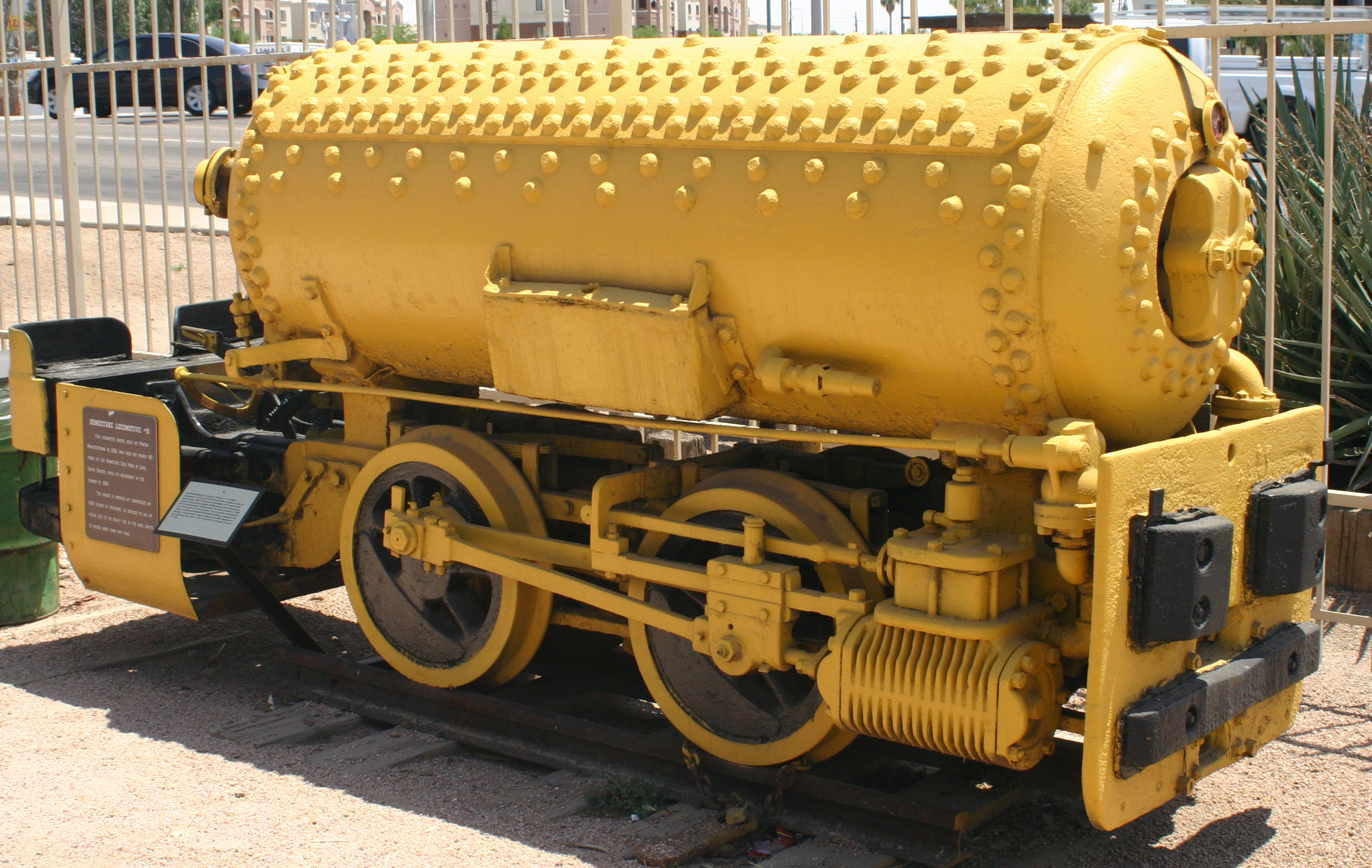
Antigua locomotora de aire comprimido utilizada en minas, California

Material rodante o material móvil es la denominación que reciben todos los tipos de vehículos dotados de ruedas capaces de circular sobre una vía férrea. 
Una composición de tren –también denominada formación y, fuera del ámbito ferroviario, tren– es uno o más vehículos que forman un tren. En el ámbito ferroviario la palabra tren se aplica a una composición formada, con una estación de salida, un horario y un itinerario establecido. 
Por contrapartida a la composición de un tren, dos o más vehículos acoplados entre sí por cualquier circunstancia –maniobras interiores en la estación por clasificación, agrupación de vehículos estacionados, etc.– pero que no forman la composición de un tren propiamente dicha, se denominan corte de material.

## Clasificación del material rodante
Hay distintos criterios para clasificar el material rodante. Uno muy usual es por el tipo de rodaje: los vehículos en los que los ejes están sujetos directamente al bastidor se denominan material rígido, y los vehículos que tienen una estructura intermedia, llamada bogie, se denominan material articulado. Esta característica es muy importante para determinar el peso admisible por eje y el radio de las curvas que puede describir, aunque el criterio fundamental para clasificar el material rodante suele ser su capacidad tractora y su uso comercial, por el que es posible distinguir:

## Material motor

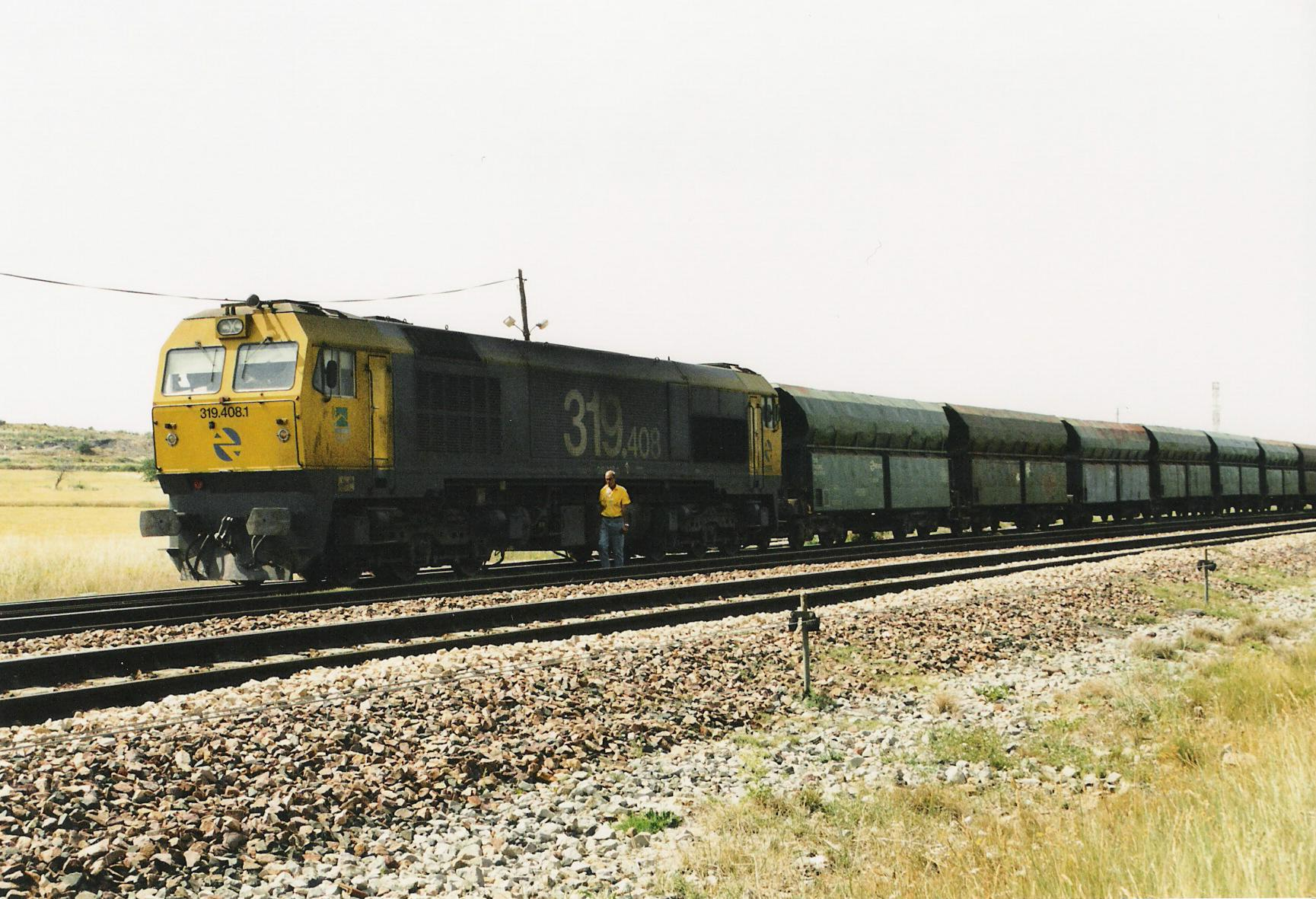
Locomotora diésel remolcando un tren de tolvas.

El material motor está formado por los vehículos con capacidad tractora, pero que no pueden llevar carga comercial. Se suele clasificar por el tipo de tracción, en cuanto a la fuente de energía de esa tracción.

### Locomotoras de vapor
Las locomotoras de vapor disponen de una caldera donde se calienta agua quemando leña, carbón o fueloil como modo de obtener la energía que impulsará a la locomotora.
Estas locomotoras existen en tres diferentes tipos:
- Locomotora + ténder: la locomotora que arrastra un vagón cargado de agua y carbón para su abastecimiento, denominado ténder. Se usan normalmente para trayectos largos.
- Locomotora ténder: una locomotora que no arrastra un ténder, sino que lleva una pequeña reserva de combustible y agua detrás de la cabina. Suelen usarse para maniobras o para trayectos cortos.
- Locomotora tanque con vapor a presión

### Locomotoras térmicas
Estas locomotoras comprenden cuatro tipos distintos:
- Locomotora diésel-eléctrica: Un motor diésel acoplado a un alternador genera electricidad, que es utilizada para alimentar unos motores eléctricos que mueven las ruedas.
- Locomotora diésel-hidráulica: Incorpora una transmisión hidráulica entre el par del motor y el par de las ruedas.
- Locomotora diésel-mecánica: Incorpora una transmisión mecánica clásica con embrague y caja de cambios. Sólo se utiliza en locomotoras de poca potencia.
- Locomotora a turbina de gas-eléctrico
- Locomotora a turbina de vapor-eléctrico

### Locomotoras eléctricas
Alimentadas con energía eléctrica desde el exterior, a través de un tendido específico para ese fin, denominado catenaria, o a través de un tercer riel electrificado situado justo al lado de la vía.
Existe una gama variada de locomotoras eléctricas:
- Locomotora eléctrica de corriente continua.
- Locomotora eléctrica de corriente trifásica.
- Locomotora eléctrica de corriente monofásica.
- Locomotora eléctrica bifrecuencia.

### Coches motores  o automotores

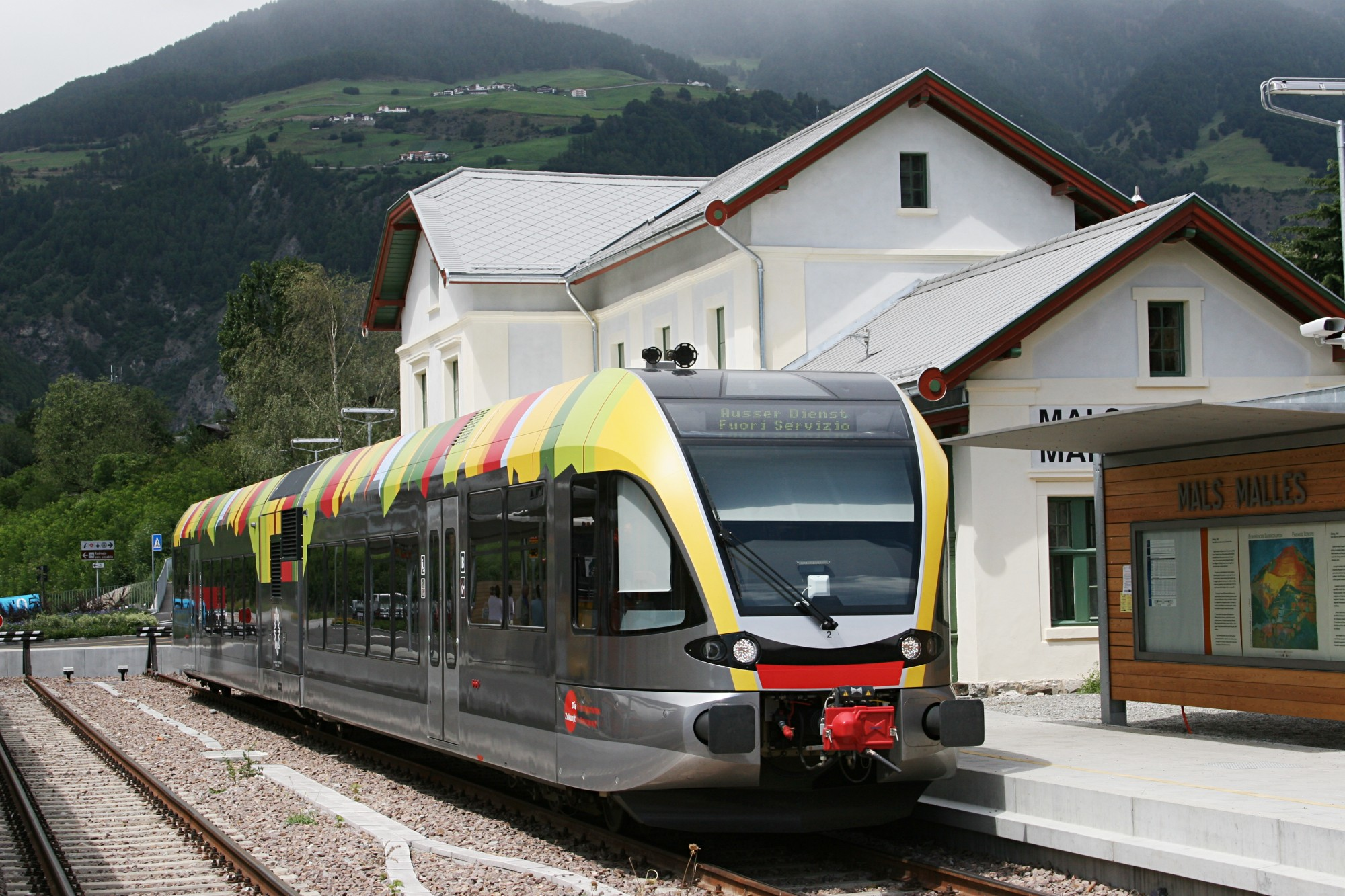
Automotor italiano.

Este material rodante autopropulsado tiene capacidad tractora y puede llevar carga comercial. Suele estar destinado a transporte de viajeros, compuestos por uno o más vehículos que forman una unidad.
Existen coches motores tanto de tracción eléctrica como de tracción diésel-eléctrica:
Coches eléctricos
- Coche eléctrico de corriente continua.
- Coche eléctrico de corriente trifásica.
- Coche eléctrico de corriente monofásica.
- Coche motor bicorriente.

Coche motor diésel
- Coche motor mecánico
- Coche motor hidráulico
- Coche motor diésel-eléctrico.

## Material remolcado
El material remolcado es aquel material que no tiene capacidad tractora pero sí puede llevar carga comercial. Se suele dividir por el tipo de transporte para el que está destinado.

### Coche de pasajeros
Son los vehículos remolcados destinados al transporte de viajeros. El nombre específico de este tipo de material es coche.

### Vagón
Los vehículos remolcados que transportan mercancía en trenes de mercancías se llaman vagones; se suelen clasificar por el tipo de mercancía que pueden transportar.

### Furgón
Son los vehículos que circulan en trenes de viajeros trasportando mercancía personal o que desempeñan su servicio en ellos, pero al que no tienen acceso los viajeros.

## Trenes de servicio

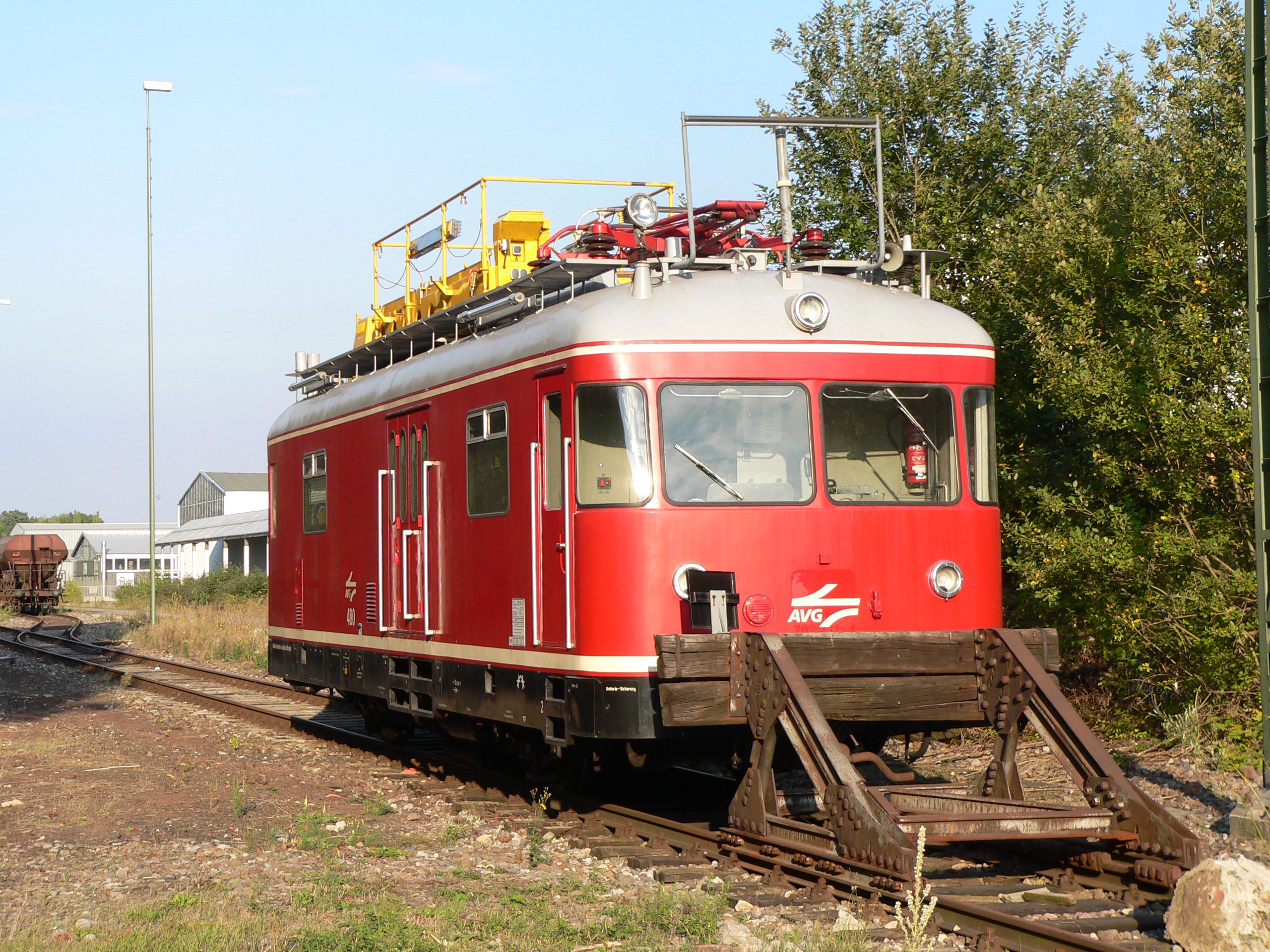
Vehículo adaptado para trabajos de mantenimiento de vía férrea.

Son trenes de servicio interior de la empresa ferroviaria destinados normalmente a trabajos de mantenimiento o renovación de la infraestructura ferroviaria.

### Trenes de trabajo
Son composiciones de tren completas diseñadas específicamente para trabajos de vía. Se designan específicamente según el trabajo a realizar y la técnica empleada.

### Vagonetas de trabajo
Vehículo o conjunto de vehículos con tracción propia construidos específicamente, o vehículos adaptados, para trabajos de mantenimiento de la infraestructura.

### Zorrilla odresina
Igual que el anterior, pero con tracción manual mediante un balancín. Opcionalmente se puede agregar un motor auxiliar.

### Tren taller
Tren con tracción propia o no, destinado a la asistencia de material rodante averiado en vía.